# Интрахоспиталне инфекције
Интрахоспиталне инфекције (ИХИ) или болничке инфекције (БИ) су болести које изазивају микроорганизми а јављају се 48 сати (или касније) након пријема на лечење. По дефиницији инфекције нису биле испољене, нити су биле у инкубационом периоду у време пријема на лечење па се приписују микроорганизмима (бактерије, вируси, гљивице и др.) присутним у болничкој средини. 

## Фактори ризика за настанак интрахоспиталних инфекција
Фактори ризика су:
- инвазивне дијагностичке и терапијске процедуре
- хируршке интервенције;
- пласирање ИВ канила и катетера;
- пласирање уринарних катетера;
- вештачка респирација;
- неправилна дезинфекција и стерилизација,
- непоштовање правила асепсе у раду;
- пацијенти на одељењима интензивне неге.
- Неадекватно отклањање инфективног отпада

## Најчешћи микроорганизми изазивачи ИХИ-а
Велики број микроорганизама могу бити узрочници БИ који се дуго одражавају у болничкој средини, упркос мерама антисепсе и профилактичко-терапијској примени антибиотика, а то су: 
- Бактерије (лат. Staphylococcus, лат. Pseudomonas i dr.). Бактеријске инфекције се јављају око 10-15% код хоспитализованих болесника којима је пласиран уринарни катетер. Ризик од инфекције је 3-5% дневно.
- гљивице из рода Кандида,
- вируси скоро сви (у последње време значајни су:

1. Респираторни синцицијални вируси
2. лат. , на дечијим одељ.),
3. Вируси хепатитиса “Б”, “Ц” и ХИВ-а).

## Преношење инфекција
Најчешћи начин преношења интрахоспиталних инфекција кроз интервенције медицинских сестара: 
- Инфицирани препарати дати у терапијске сврхе,
- Са пацијента на пацијента,
- Са пацијента на здравствене раднике
- Са здравственог радника на пацијента

Због природе посла и професионалности изложености здравствених радника у току третмана око болесника, представља својеврсан облик болничке инфекције. Већина сестринских интервенција представља ризик за настанак интрахоспиталних инфекција. 
Међу њима најзначајније су: 
1. Примена уринарног катетера (уринарна сепса).
2. Примена интраваскуларне опреме (бактеријемије).
3. Примена вештачке вентилације (orотрахеалне/ендотрахеалне интубације - пнеумоније).
4. Неправилна болничка хигијена-прање руку, дезинфекција, стерилизација, чишћење, отклањање инфективног отпада и прање веша.

## Инфективни отпад

### Збрињавање инфективног отпада
Под инфективним отпадом се сматра отпад из здравствене заштите који садржи инфективну дозу вирулентних, патогених микроорганизама који, при контакту са особом могу довести до инфективних обољења.
Инфективни отпад чини око 2/3 укупног медицинског отпада, па се процењује да се у здравственим устанвама (приватним и државним) Београда ствара преко 3 000 тона /годишње овог отпада.

Агенција за заштиту животне средине САД за инфективни отпад сматра:
- Прибор и храњиве подлоге за култивацију микроорганизама,
- Крв, деривати крви и продукти крви,
- Отпад из хируршких и обдукционих сала,
- Људска ткива и органи
- Отпад који настаје при хемодијализи и трансфузији крви (кесе, системи)
- Отпад у току производње вакцине и серума,
- Игле, шприцеви, пипете, епрувете и лабораторијско стакло,
- Ткива, органи и лабораторијске животиње коришћени за експерименте,са патогеним микроорганизмима(инокулација на заморчићима).[2]

По хијерархији главна сестра има највеће одговорности у управљању инфективним отпадом.
Она је одговорна за: 
- Обуку свих сестара, техничара и помоћног особља,
- Да контролише и ажурира транспорт отпада,
- Да контролише спровођење код свих запослених у тој јединици примене поступака у управљању отпадом
- Да сви запослени (здравствено, техничко, административно и помоћно особље буду свесни неопходности примене усвојених поступака у управљању отпадом.

### Правила при сакупљању инфективног отпада
1. Инфективни отпад се сакупља на месту настанка,
2. Држачи кеса за сакупљање инфективног отпада попстављају се у:

- Ординације,
- Операционе сале,
- Превијалишта,
- Лабораторије,
- Собе за интезоивну и полуинтензивну негу

1. Кесе и контејнере за оштре предмете треба ставити на колица која се користе за превијање и поделу терапије,
2. Кесе се пуне до 2/3 запремине,
3. Кесе се морају прописно затворити (пластичном сигурносном траком),
4. На кесу се залепе налепнице са подацима и то:

- Датум настанка отпада,
- Место настанка отпада (одељење, амбуланта, сала ....),
- Количина отпада,
- Врста отпада.

1. Кесе са сакупљеним инфективним отпадом треба транспортовати са одељења обавезно једном дневно, по могућству једном у смени,
2. Са одељења се кесе транспортују у пластичним контејнерима и специјалним колицима (обележеним као и кесе) до централног привременог одлагалишта,
3. У колико дође до оштећења кесе она се ставља у другу исту такву кесу,
4. Амбалажа за сакупљање инфективног отпада мора бити јасно разврстана према боји величини и облику:

- Наранџаста са биохазардним знаком за инфективни отпад,
- Црвена са крстом –за патоанатомски отпад,
- Жута за хемијски отпад,
- Зелена за фармацеутски отпад,
- Црна за комунални отпад.

### План управљања медицинским отпадом у здравтвеним установама
- План о медицинском отпаду мора бити усклађен са националним прописима и међународно усвојеном праксом. Тим који је одговоран за спровођење плана чини.
- Директор установе,
- Координатор,
- Лекари одељења,
- Главна сестра здравствене установе(болничких јединица )
- Фармацеут,
- Шеф техничке службе,
- Сво особље у здравственој установи.

### У медицински отпад спадају
- Инфективни отпад
- Фармацеутски отпад (лекови и средства за анестезију и др.средства)
- Хемијски отпад (разна хемијска средства)
- Општи отпад - комунални (хлеб, новине, амбалажа, отпаци воћа, цвеће и сл.)